# Еставела
Еставеле су облици са двојном хидрогеолошком функцијом. У сушним временским периодима, еставела има улогу понора, док током другог дела године има функцију извора. Функционисање еставеле објашњава се принципом спојених судова. Услов за настанак еставеле је да у њеном залеђу постоји виши терен, брдо или долинска страна.

## Принцип рада еставеле
Карбонати који изграђују околни терен испресецани су крашким каналима, од којих неки излазе и на површину терена. Крашки канали у брдовитом терену налазе се на већој надморској висини од отвора на површини терена, као и од канала који су непосредно око њега. За време већих количина падавина, ниво подземне воде у крашким каналима је висок и пење се изнад нивоа отвора еставеле. По принципу спојених судова, вода излази на површину, и обично око отвора формира мало језеро. У том периоду еставела функционише као крашко врело.
За време сушних периода, ниво подземних вода у крашким каналима је низак и силази испод нивоа отвора еставеле. Отвор и канал који води до њега остају суви. Све воде, које се сливају по површини терена, увиру у отвор, па еставела има функцију понора.